# Business as Usual (album Men at Work)
Business as Usual – debiutancki album australijskiego zespołu Men at Work, wydany 9 listopada 1981. W kwietniu 1982 pojawił się w Stanach Zjednoczonych.
Płyta odniosła ogromny międzynarodowy sukces i w wielu krajach przez długi czas była na szczycie list przebojów. W USA przez piętnaście tygodni bezprecedensowo zajmowała pierwszą pozycję na liście najlepszych albumów, a w Wielkiej Brytanii była numerem jeden przez pięć tygodni. Z kolei w Australii była na szczycie przez dziewięć tygodni, od grudnia 1981 do marca 1982. Krążek okazał się jednym z najbardziej dochodowych albumów, jaki wydano na początku lat 80. W samych tylko Stanach Zjednoczonych sprzedano 6 milionów płyt, a na całym świecie 15 milionów.
Kilka miesięcy przed premierą albumu, w czerwcu 1981 wydano singiel „Who Can It Be Now?” (stało się to jeszcze przed nagraniem całej płyty). W sierpniu tego samego roku utwór dotarł do pierwszego miejsca australijskiej listy przebojów.
W październiku 2010 płyta została umieszczona na liście 100 najlepszych australijskich albumów.

## Kontrowersje
W 2010 sąd federalny w Sydney orzekł, że niektóre fragmenty utworu „Down Under” są plagiatem piosenki „Kookaburra” napisanej w 1934 przez Marion Sinclair. Po tym jak jej autorka zmarła w 1988 prawa do piosenki otrzymał (21 marca 1990) wydawca Larrikin Music. 4 lutego 2010 sędzia orzekł, że prawa autorskie Larrikin zostały naruszone, ponieważ „Down Under” powiela konkretną część kompozycji „Kookaburra”. 6 lipca 2010 sędzia zdecydował, że Larrikin w ramach rekompensaty otrzyma 5% honorariów od 2002.

## Muzycy
- Colin Hay – gitara, wokal
- Greg Ham – flet, keyboard, saksofon, akompaniament
- Johnathan Rees – gitara basowa, akompaniament
- Jerry Speiser – perkusja, akompaniament
- Ron Strykert – gitara, akompaniament

## Lista utworów
Strona A
| Utwór | Tytuł                       | Autor                   | Czas trwania |
| ----- | --------------------------- | ----------------------- | ------------ |
| 1.    | „Who Can It Be Now? ”       | Colin Hay               | 3:25         |
| 2.    | „I Can See It in Your Eyes” | Colin Hay               | 3:32         |
| 3.    | „Down Under”                | Colin Hay, Ron Strykert | 3:45         |
| 4.    | „Underground”               | Colin Hay               | 3:07         |
| 5.    | „Helpless Automaton”        | Greg Ham                | 3:23         |

Strona B
| Utwór | Tytuł                                 | Autor                                            | Czas trwania |
| ----- | ------------------------------------- | ------------------------------------------------ | ------------ |
| 1.    | „People Just Love to Play with Words” | Ron Strykert                                     | 3:33         |
| 2.    | „Be Good Johnny”                      | Colin Hay, Greg Ham                              | 3:39         |
| 3.    | „Touching the Untouchables”           | Colin Hay, Ron Strykert                          | 3:41         |
| 4.    | „Catch a Star”                        | Colin Hay                                        | 3:31         |
| 5.    | „Down by the Sea”                     | Colin Hay, Ron Strykert, Greg Ham, Jerry Speiser | 6:53         |

## Światowe listy przebojów
| Lista (1981–1983)            | Pozycja |
| ---------------------------- | ------- |
| Australian Kent Music Report | 1       |
| SNEP                         | 16      |
| Oricon                       | 3       |
| Italian Albums Chart         | 5       |
| VG-Lista                     | 1       |
| Sverigetopplistan            | 15      |
| UK Albums Chart              | 1       |
| Billboard 200                | 1       |